# Eudejeania albipila
Eudejeania albipila là một loài ruồi trong họ Tachinidae.